# Colegio Mayor Universitario Moncloa
El Colegio Mayor Universitario Moncloa es un Colegio Mayor Universitario adscrito a la Universidad Complutense de Madrid, fundado en 1943 y gestionado por el Opus Dei.

## Historia
El Colegio Mayor Moncloa es fruto del impulso de Josemaría Escrivá, fundador del Opus Dei. Su labor sacerdotal, entre otras muchas personas de todas las condiciones, se centró en los universitarios de la Universidad Central de Madrid. En 1934 promovió la creación de la Academia DYA (Derecho y Arquitectura), en la calle Luchana de Madrid. Pronto se amplió para convertirse en Residencia de Estudiantes, y se trasladó a la calle de Ferraz.
El alzamiento militar de 1936 prendió en Madrid en el Cuartel de la Montaña, justo enfrente de la Residencia recién trasladada a la calle Ferraz 16. Al terminar la contienda solo quedaba en pie la fachada. Se hizo necesario conseguir otro inmueble para continuar con la labor de formación de la juventud universitaria. En 1939 abrió sus puertas la Residencia en la calle Jenner, número 6, donde se alojaban unos treinta estudiantes. Desde el principio se vivió allí un ambiente lleno de inquietudes culturales, donde se respiraba un pluralismo de opiniones poco frecuente entonces en los ambientes universitarios católicos españoles.
En 1943 la Residencia se había quedado pequeña y el dueño del inmueble deseaba darle otro uso. Ante la doble presión, Escrivá lanzó a los directores de Jenner a buscar una casa más amplia que pudiera ser sede definitiva de la Residencia. En mayo de 1943 se compró un Hotel en la Avenida de la Moncloa, que se completaría con otro edificio semejante de la misma calle. Durante el verano se afrontaron las obras de acondicionamiento, agravadas por los daños de los combates en la Ciudad Universitaria, junto a la cual se levantaban los edificios de la Residencia.
El 1 de octubre de 1943, después de meses de obras, abrió sus puertas la Residencia de la Moncloa. El primer director fue Teodoro Ruiz Jusué, a quien muy pronto sucedería Pedro Casciaro, matemático, que dejó una profunda huella en el buen humor característico de Moncloa, y también en el buen gusto y en la decoración de la casa. Parte del mobiliario pertenecía a su familia, y se conserva aún hoy en una de las salas del Colegio Mayor como recuerdo. Entre los primeros residentes estaba Vicente Mortes Alfonso, el más antiguo residente de Jenner, que fue elegido decano de La Moncloa. Mortes vivió en Moncloa hasta 1949, y fue más tarde ministro de la Vivienda y Presidente de Nestlé España.
El 7 de octubre de 1943 Escrivá explicó a los nuevos residentes la relación que mantenían con la Residencia, entre los residentes y los promotores se establecía un acuerdo, como un contrato. La Residencia les ofrecía alojamiento y atención doméstica en buenas condiciones para que pudieran concentrarse en el estudio; ambiente de familia y posibilidades de expansión cultural. A cambio, libremente, cada uno se comprometía a respetar un mínimo de horario y de normas de convivencia básicas, que hacían posible la finalidad de la Residencia. Así, toda la vida de Moncloa debería apoyarse en la confianza recíproca.

### Los primeros años de Moncloa
Moncloa fue desde el principio un caldo de cultivo de grandes ideales de servicio a los demás a través del estudio y la dedicación a la cultura. Es imposible enumerar las actividades culturales promovidas por los residentes desde el primer año, pero algunas han quedado en la memoria histórica.
Por ejemplo, ya en la primera promoción, se reunió en la Residencia un buen grupo de poetas y literatos, que participaban de las tertulias literarias de Vicente Aleixandre, en su residencia de la calle Wellingtonia. Entre ellos estaba el hoy Premio Príncipe de Asturias Carlos Bousoño.
En 1956 tuvo lugar en los jardines de Moncloa una importante exposición escultórica, donde se pudo contemplar por primera vez la obra de maestros hoy consagrados como Eduardo Chillida. A lo largo de los años el cultivo de las artes ha generado otras muchas obras, algunas han quedado en Moncloa: la colección de puertos vascos de Alzuet, los murales de Fernando Colomo o Camilo Porta; y los murales vanguardistas de Ignacio Vicens y Javier Viver.
Durante la etapa de las revueltas universitarias, durante los últimos años 60 y los primeros 70, la actividad de Moncloa siguió estando en primera fila entre las iniciativas culturales del ambiente universitario. En aquellos años se consolidó una generación de residentes que elevaron los festivales del Colegio Mayor al rango de auténticos espectáculos, de la mano de Carmelo Herranz.

## Actividades del Colegio Mayor

### Cultura
Una de las actividades que promueve el Colegio Mayor con ímpetu es la cultura. De este modo se promueven tertulias con personajes de actualidad, como Federico Trillo, Antonio Basagoiti y Arantza Quiroga (políticos), Ana Rosa Quintana, Francisco Marhuenda, Alfredo Urdaci, Juan Pedro Valentín e Iñaki Gabilondo (periodistas). Los ciclos literarios y filosóficos impartidos por Ignacio Sols, catedrático de matemáticas de la Universidad Complutense de Madrid, son otras de las actividades culturales con mayor éxito en Moncloa.
La música y cine clásicos son otra de las actividades más promovidas en el Colegio Mayor.

### Moncloa Bilingüe
A lo largo del curso se realizan varias actividades con el fin de promover el uso del inglés entre la juventud, tertulias con invitados de habla inglesa (embajadores, escritores...), cursos de inglés y proyección de películas en inglés.

### Voluntariado
El Colegio Mayor Moncloa realiza una profunda labor de voluntariado que comenzó en la década de los 80, cuando los residentes de Moncloa comenzaron a promover la realización de campos de trabajo de voluntarios en Polonia. Desde entonces se han realizado proyectos semejantes de cooperación en Ecuador, México, Perú, Bolivia, Colombia, Argentina, Rumanía, Rusia, Líbano, Camerún, Marruecos y Kenia.
Moncloa también participa con el Banco de Alimentos de la Comunidad de Madrid en la recogida de alimentos.

### Tradiciones del Colegio Mayor
Entre otras muchas actividades del Colegio Mayor destacan:
- La Fiesta de la Falla, celebrada desde 1944, trata de recrear las Fallas de Valencia.[7]
- Fiesta del Nuevo
- Fiesta del Antiguo Colegial
- Fiesta de la Inmaculada